# Beverly Michaels
Pour les articles homonymes, voir Michaels.
Beverly Michaels, née le 28 décembre 1928 dans la ville de New York dans l'état de New York et morte le 9 juin 2007 à Phoenix dans l'Arizona, est une actrice et mannequin américaine. Auteur d'une courte carrière d'actrice au cinéma, elle est célèbre pour ses rôles de femme fatale dans des films noirs à petits budgets.

## Biographie
Elle naît à New York dans l'état de New York en 1928. Elle s'installe à Hollywood en 1948 et travaille comme mannequin. Elle débute au cinéma en 1949 avec un rôle secondaire dans le drame Ville haute, ville basse (East Side, West Side) de Mervyn LeRoy. L'année suivante, elle obtient un rôle de figuration dans le film musical Trois petits mots (Three Little Words) de Richard Thorpe.
En 1951, elle se révèle en femme fatale cupide et vénale dans le film noir à petit budget La Racoleuse (Pickup) d'Hugo Haas. Elle tourne une seconde fois pour et avec Haas dans le drame romantique The Girl on the Bridge la même année, sans le même succès. Après des rôles de figuration pour George Cukor et William Beaudine, elle joue à nouveau une femme fatale dans le film noir Wicked Woman (en) de Russell Rouse. Lewis R. Foster lui offre ensuite un rôle secondaire dans un nouveau film noir, Crashout.
L'année suivante, elle incarne une prisonnière en quête d'évasion dans le film policier Betrayed Women d'Edward L. Cahn aux côtés de Peggy Knudsen, Tom Drake, Carole Mathews, Esther Dale, Sara Haden et John Dierkes. Elle prend également part à des épisodes de séries télévisées, jouant notamment aux côtés de George E. Stone dans un épisode de la première saison de la série Alfred Hitchcock présente.
Pour son dernier rôle au cinéma, elle incarne une jeune chanteuse fiancée à un mafieux local et qui devient la pièce maîtresse d'une enquête criminelle visant à capturer son futur époux dans le drame policier Women Without Men d'Elmo Williams.
Remariée avec le réalisateur et scénariste américain Russell Rouse en 1955, elle a deux enfants, dont le monteur Christopher Rouse. Après le décès de son mari en 1987, elle quitte Los Angeles pour Phoenix dans l'Arizona ou elle décède en 2007 à l'âge de 78 ans.

## Filmographie

### Au cinéma
- 1949 : Ville haute, ville basse (East Side, West Side) de Mervyn LeRoy
- 1950 : Trois petits mots (Three Little Words) de Richard Thorpe
- 1951 : La Racoleuse (Pickup) d'Hugo Haas
- 1951 : The Girl on the Bridge d'Hugo Haas
- 1952 : Je retourne chez maman (The Marrying Kind) de George Cukor
- 1952 : No Holds Barred de William Beaudine
- 1953 : Wicked Woman (en) de Russell Rouse
- 1955 : Crashout de Lewis R. Foster
- 1955 : Betrayed Women d'Edward L. Cahn
- 1956 : Women Without Men d'Elmo Williams

### A la télévision
- 1955 : The Adventures of Falcon, un épisode
- 1956 : Alfred Hitchcock présente (Alfred Hitchcock Presents), épisode The Big Switch
- 1956 : Cheyenne (Cheyenne), un épisode

## Sources
- (en) Gene Blottner, Columbia Noir : A Complete Filmography, 1940-1962, Jefferson, McFarland, 2015, 278 p. (ISBN 978-0-7864-7014-3, lire en ligne), p. 176-177.
- (en) Harris M. Lentz, Obituaries in the Performing Arts, 2007 : Film, Television, Radio, Theatre, Dance, Music, Cartoons and Pop Culture, Jefferson, McFarland, 2007, 436 p. (ISBN 978-0-7864-5191-3), p. 250.
- (en) Michael F. Keaney, British Film Noir Guide, Jefferson, McFarland, 2010, 262 p. (ISBN 978-0-7864-6427-2, lire en ligne), p. 224.